# Kāne Milohai
Bog Kāne Milohai (Kāne-milo-hai; havajski kāne = "čovjek/muškarac"), prema havajskoj mitologiji, bog je i sin božice Haumeje.
Njegove su sestre slavna božica vulkana Pele, božica čarobnjaštva Kapo, božica mora Nāmaka te božica hule Hiʻiaka.
Njegov brat je bog Kamohoalii.
Kāne Milohai se pojavljuje u mitu o Pelinom putovanju po havajskim otocima.
Ovaj se bog katkad zamjenjuje s bogom jednostavno zvanim Kāne.